# Frode
Frode (Język staronordyjski: Frōði, język staroangielski: Frōda, język średnio-wysoko-niemiecki: Vruote, język norweski i duński: Frode) – norweskie, oraz duńskie imię męskie oznaczające „mądry”, „uczony” lub „sprytny”. Miało je nosić wielu legendarnych królów Danii według dzieł takich jak: Beowulf, Edda młodsza, Gesta Danorum, Saga o Ynglingach, czy Grottasöngr. Gesta Danorum wymienia aż sześciu władców o tym imieniu. Forma „Frōði” jest w dalszym ciągu używana w języku islandzkim, czy farerskim. Zlatynizowaną formą imienia jest „Frotho”, bądź „Frodo”. Została ona użyta przez Johna Ronalda Reuela Tolkiena w trylogii Władca pierścieni. Jeden z bohaterów dzieła nosi imię Frodo. W 2008 roku imię Frode nosiło w Norwegii 11384 osób, w Danii około 1413, a w Szwecji około 307 mężczyzn.

## Znane osoby noszące imię Frode
- Frode Andresen – norweski biathlonista
- Frode Estil – norweski narciarz biegowy
- Frode Gjerstad – norweski muzyk jazzowy
- Frode Grodås – norweski piłkarz nożny
- Frode Grytten – norweski pisarz i dziennikarz
- Frode Hagen – norweski piłkarz ręczny
- Frode Håre – norweski skoczek narciarski
- Frode Johnsen – norweski piłkarz nożny
- Frode Kippe – norweski piłkarz nożny
- Frode Moen – norweski narciarz klasyczny
- Frode Olsen – norweski bramkarz
- Frode Rønning – norweski łyżwiarz szybki
- Frode Scheie – norweski piłkarz ręczny, a także trener tej dyscypliny
- Frode Sørensen – duński polityk
- Frode Weierud – szwajcarski historyk i kryptolog